# مهمانخانه ماه نو
مهمانخانه ماه نو (به انگلیسی: New Moon Hotel) فیلمی به کارگردانی تاکفومی تسوتسویی (به انگلیسی: Takefumi Tsutsui)، تهیه‌کنندگی جواد نوروزبیگی و شهره گلپریان و نویسندگی نغمه ثمینی محصول سال ١٣٩۷ است.
این فیلم که محصول مشترک کشورهای ایران و ژاپن است برای اولین بار در سی و هفتمین جشنواره جهانی فیلم فجر به نمایش درآمده است.

## خلاصه داستان
نوشین مادری است که با دختر خود زندگی آرامی دارد، اما سفر مردی به ایران زندگی آن‌ها را به هم می‌ریزد ...

## بازیگران
- مهناز افشار درنقش نوشین
- لاله مرزبان درنقش مونا
- علی شادمان درنقش سهند
- نسیم ادبی درنقش رویا
- مریم بوبانی درنقش مادر نوشین
- جواد یحیوی درنقش مترجم تاکشی
- ماساتوشی ناگاسه درنقش تاکشی
- آیاکو کوبایاشی درنقش اتسکو